# レッドブル・RB19
レッドブル・RB19 (Red Bull RB19) は、レッドブル・レーシングが2023年のF1世界選手権参戦用に開発したフォーミュラ1カーである。パワーユニットはホンダ・レーシング・コーポレーション製で、ホンダ・RBPTH001として知られている。

## 概要
2022年シーズンにおいてドライバーズ、コンストラクターズ両方のタイトルを獲得したレッドブルが2023年シーズンに向けて設計したマシン。シーズンを通して圧倒的な強さを見せ、両タイトルを連覇した。ドライバーズタイトルを獲得したマックス・フェルスタッペンはシーズン22戦中19勝を挙げた。セルジオ・ペレスも2勝を挙げ、チームとしてはシーズン22戦中21勝を記録。シーズン中に記録した勝利数はF1史上最多であり、さらに95.45%という勝率は、1988年以来長らく破られていなかったアイルトン・セナとアラン・プロストがドライブしたマクラーレンMP4/4による16戦15勝、93.75%という勝率を破るものであった。

## 2023年シーズン

### プレシーズンテスト
2023年2月23日から3日間バーレーン・インターナショナル・サーキットにて実施された。1日目は午前・午後ともにマックス・フェルスタッペンが担当、157周を走行しトップタイムを記録。2日目の午前のセッションはセルジオ・ペレスが担当、76周を走行し7番手タイムを記録。午後のセッションはフェルスタッペンが担当したが、オイル漏れのトラブルが発生したため、周回は47周にとどまったものの2番手タイムを記録。3日目は午前・午後ともにペレスが担当、133周を走行し3日間総合での最速タイムをC4タイヤで記録。このタイムは2022年バーレーンGPのポールポジションのタイムより速く、C4より柔らかいC5でルイス・ハミルトンが記録したタイムよりも0.359秒も速かった。

### グランプリレース
【決勝レポート／F1第1戦】
デビュー戦となったバーレーンGPの予選はフェルスタッペンがポール、ペレスは2番手でフロントロウを独占した。決勝はフェルスタッペンが優勝、ペレスは2位となり、1-2フィニッシュを飾った。
【決勝レポート／F1第2戦】
第2戦のサウジアラビアGPの予選はペレスが前年に引き続きポールを獲得、フェルスタッペンはQ2でドライブシャフトにトラブルを抱えたことにより15位。決勝はペレスが前年に引き続き優勝、後方から追い上げたフェルスタッペンは2位に入り、2戦連続で1-2フィニッシュを飾った。
【決勝レポート／F1第3戦】
第3戦のオーストラリアGPの予選はフェルスタッペンがポール、ペレスはQ1でコースアウトしたことにより最下位。決勝は完走台数12台というサバイバルレースとなったが、フェルスタッペンは優勝、ペレスはピットレーンスタートから追い上げて5位。
【決勝レポート／F1第4戦】
第4戦のアゼルバイジャンGPの予選はフェルスタッペンが2番手、ペレスは3番手。土曜日のスプリント・シュートアウトはフェルスタッペン3番手、ペレスは2番手。スプリントは残り10周でペレスがシャルル・ルクレールをかわし、トップに立つと4.463秒差をつけて優勝。フェルスタッペンは1周目のターン3でジョージ・ラッセルに接触され、サイドポッドにダメージを負った。その後、順位を取り戻し3位でゴール。決勝はフェルスタッペンが一時首位に立ったが、ピットイン後にセーフティカーが出動し順位を落とした。その後、順位を上げ2位でゴール。ペレスが優勝したことにより、1-2フィニッシュを飾った。
【決勝レポート／F1第17戦】
9月24日に開催された2023年第17戦日本GP決勝にてマックス・フェルスタッペンが1位でゴールし、レッドブル・レーシングの6回目となるコンストラクターズタイトルを決めた。

## 記録
（key）
| 年   | No. | ドライバー       | BHR | SAU | AUS | AZE | AZE | MIA | MON | ESP | CAN | AUT | AUT | GBR | HUN | BEL | BEL | NED | ITA | SIN | JPN | QAT | QAT | USA | USA | MXC | SÃO | SÃO | USA | ABU | ポイント | ランキング |
| ---- | --- | ---------------- | --- | --- | --- | --- | --- | --- | --- | --- | --- | --- | --- | --- | --- | --- | --- | --- | --- | --- | --- | --- | --- | --- | --- | --- | --- | --- | --- | --- | -------- | ---------- |
| 2023 | 1   | フェルスタッペン | 1   | 2   | 1   | 3   | 2   | 1   | 1   | 1   | 1   | 1   | 1   | 1   | 1   | 1   | 1   | 1   | 1   | 5   | 1   | 2   | 1   | 1   | 1   | 1   | 1   | 1   | 1   | 1   | 860      | 1位        |
| 2023 | 11  | ペレス           | 2   | 1   | 5   | 1   | 1   | 2   | 16  | 4   | 6   | 2   | 3   | 6   | 3   | Ret | 2   | 4   | 2   | 8   | Ret | Ret | 10  | 5   | 4   | Ret | 3   | 4   | 3   | 4   | 860      | 1位        |

- 太字はポールポジション、斜字はファステストラップ
- † 印はリタイアだが、90%以上の距離を走行したため規定により完走扱い。